# Dashbalbar
Dashbalbar (mongoliska: Дашбалбар Сум, Дашбалбар, Dashbalbar Sum) är ett distrikt i Mongoliet. Det ligger i provinsen Dornod, i den östra delen av landet, 600 km öster om huvudstaden Ulan Bator.